# كلوزيناوية
الكلوزيناوية (الاسم العلمي: Clauseneae) هي قبيلة من النباتات تتبع الفصيلة السذابية من رتبة الصابونيات.

## عمائر الكلوزيناوية
- الكلوزينينة
  - المورايا